# میزوری ترای‌انگل (کالیفرنیا)
میزوری ترای‌انگل (به انگلیسی: Missouri Triangle) یک منطقهٔ مسکونی در ایالات متحده آمریکا است که در شهرستان کرن، کالیفرنیا واقع شده‌است. میزوری ترای‌انگل ۱۷۱ متر بالاتر از سطح دریا واقع شده‌است.